# Рейма (мухафаза)
Рейма (араб. ريمة) — одна з 21 мухафази Ємену.

## Географія
Розташована в західній частині країни, межує з мухафазами: Дамар (на півдні та сході), Ходейда (на заході і північному заході) і Сана (на північному сході).
Площа становить 2 442 км ²; населення — 483 196 чоловік (2012). Середня щільність населення — 197,87 чол./км².
Адміністративний центр — місто сельского типу Рейма.